# Hydroaérodrome Kai Tak
L'hydroaérodrome Kai Tak est une base de la Royal Air Force située à Hong Kong sur l'aéroport international Kai Tak.
En service de 1927 à 1993, il était utilisé pour les hydravions, mais opérait également quelques avions terrestres, ainsi que des avions de rechange pour les unités navales.

## Histoire
De 1968 à 1978, il est utilisé par diverses unités d'hélicoptères de la Royal Air Force, ainsi que par la force aérienne auxiliaire royale de Hong Kong et l'unité aérienne du corps de défense des volontaires de Hong Kong (en). La Royal Air Force quitte progressivement Kai Tak et déplacent la plupart des autres opérations vers l'aérodrome de Shek Kong.
En 1993, le service aérien du gouvernement de Hong Kong remplace la force aérienne auxiliaire royale de Hong Kong à Kai Tak, mettant ainsi fin à la présence de la Royal Air Force à l'aéroport.
Le tablier et les anciennes zones du mess des sous-officiers sont utilisés par la police royale de Hong Kong comme locaux de l'école de conduite pendant un certain nombre d'années jusqu'à ce qu'ils soient relocalisés.

## Utilisateurs non militaires
C'est le principal aérodrome de Hong Kong abritant d'autres utilisateurs non militaires qui sont :
- l'école de formation aérienne Far East (en) fondée dans les années 1920, a ensuite changé son nom en école technique et aérienne Far East.
- le club aérien de Hong Kong (en), 1927.
- le club aéro de Hong Kong (en), 1962.
- des bureaux de diverses compagnies aériennes sont également présents, notamment de :
  - Cathay Pacific
  - Hong Kong Aircraft Engineering Company (HAECO)
  - Université polytechnique de Hong Kong
  - Club aéronautique de Hong Kong (en)
  - Heliservices (en)
  - Compagnie de transport aérien de Macao
  - British Overseas Airways Corporation

## Avions
Pendant l'occupation japonaise de 1941 à 1945, des chasseurs japonais A6M Zéro sont basés à Kai Tak.
Voici la liste des avions britanniques stationnés sur place :
| Appareil                                | Type                 | Nombre | Dates       | Notes |
| --------------------------------------- | -------------------- | ------ | ----------- | ----- |
| Gloster Meteor                          | chasseur             |        | – 1962      |       |
| de Havilland Vampire                    | chasseur             |        | – 1962      |       |
| de Havilland Venom                      | chasseur             |        | – 1962      |       |
| Fairey Flycatcher                       | chasseur             |        | 1927–?      |       |
| Hawker Horsley                          | bombardier           | 3      | 1935–1937   |       |
| de Havilland Tiger Moth                 | avien d'entraînement | 2      | 1935–1937   |       |
| Chance-Vought Corsair (flotte aérienne) | chasseur             |        | années 1950 |       |
| Bristol Beaufighter                     | chasseur-bombardier  |        | années 1950 |       |
| de Havilland Hornet                     | chasseur             |        | années 1950 |       |
| Hawker Hunter                           | chasseur             |        | 1962–1967   |       |
| Gloster Javelin Mk 9FW                  | intercepteur         |        | 1966-1967   |       |

## Escadrons

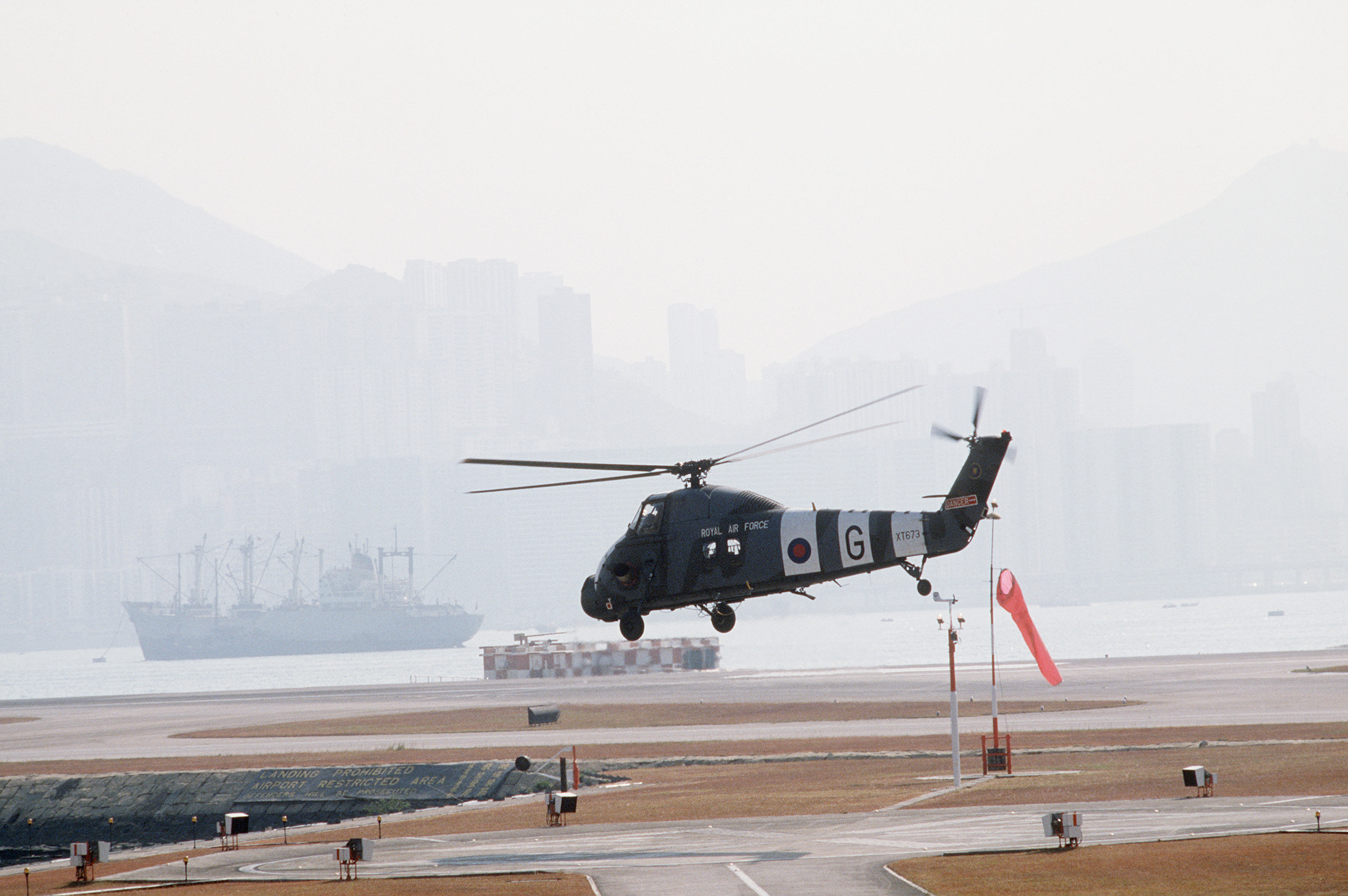
Un Westland Wessex HC.2 du, normalement basé à l'aérodrome de Shek Kong, décollant de Kai Tak pendant l'exercice de recherche et de sauvetage SAREX '83 en 1983.

Les Japonais sont stationnés à Kai Tak pendant la Seconde Guerre mondiale et prolongent la piste pendant cette période.
Voici la liste des unités de la Royal Air Force basées à Kai Tak :
- Air Headquarters Hong Kong Communication Squadron RAF (12 septembre 1945 – 15 janvier 1947)[2]
- No. 132 Squadron RAF (en) (15 septembre 1945 – 15 avril 1946)
- No. 209 Squadron RAF (en) (17 septembre 1945 – 28 avril 1946)
- No. 681 Squadron RAF (en) (27 septembre –  23 décembre 1945)
- No. 200 Staging Post RAF (octobre 1945 – juin 1946)
- No. 1331 Wing RAF Regiment (jusqu'en mai 1946)
- No. 96 Squadron RAF (en) (16 avril –  1er juin 1946)
- No. 110 Squadron RAF (en) (1er juin 1946 – 15 septembre 1947)
- Japan Force Communications Flight RAF (28 avril 1946 – jusqu'à une date indéterminée[Quand ?])?
- No. 1430 (Flying Boat Transport) Flight RAF (5 août – 1er septembre 1946)
- No. 88 Squadron RAF (1er septembre 1946 – 24 juin 1951)
- No. 1903 Air Observation Post Flight RAF (en), No. 656 Squadron RAF (en) (15 juillet 1948 – 17 août 1949)
- Royal Hong Kong Auxiliary Air Force (1er mai 1949 – 1er avril 1993)
- No. 28 Squadron RAF (en) (11 mai 1949 – 1er mai 1950; 7 octobre 1950 – 28 mars 1951; 15 août – 5 décembre 1955; 14 juin 1957 – 2 janvier 1967; 1er mars 1968 – 17 mai 1978; 1er novembre 1996 – 4 juin 1997)
- No. 80 Squadron RAF (en) (20 août 1949 – 3 janvier 1950; 1er février – 7 mars 1950; 28 avril 1950 – 1er mai 1955)
- Force aérienne auxiliaire royale de Hong Kong (octobre 1949 – 1er octobre 1950)
- Hong Kong Auxiliary Squadron RAF (1er octobre 1950 – 24 novembre 1953)
- Hong Kong Auxiliary Air Force Wing RAF (24 novembre 1953 –  courant 1954)
- Hong Kong Fighter Squadron RAF (24 novembre 1953 –  courant 1954

### Détachements de la Royal Air Force
- No. 215 Squadron RAF (en) (octobre 1945 – février 1946)
- No. 209 Squadron RAF (en) (avril 1946 – janvier 1955)
- No. 81 Squadron RAF (octobre 1947 – avril 1958)
- No. 205 Squadron RAF (septembre 1949 – mars 1958)
- No. 88 Squadron RAF (juin 1951 – octobre 1954)
- No. 60 Squadron RAF (en) (juillet 1961 – mai 1968)
- No. 103 Squadron RAF (en) (août 1963 – mars 1969)
- No. 110 Squadron RAF (en) (janvier 1964 – mars 1969)
- No. 45 Squadron RAF (en) (juin 1965 – février 1970)

## Piste de Kai Tak
La première piste de Kai Tak est une piste en herbe et le premier tarmac, une piste est-ouest, mesure 457 mètres de long en 1939. Une série d'extensions sont ajoutées au fil des années :
- Années 1940 - Piste de 1 371 mètres ajoutée par les Japonais
- 1956 - Ajout d'une piste nord-sud de 2 194 mètres
- 1970 - 2 541 mètres
- 1975 - 3 358 mètres
- Après 1975 - Piste asphaltée unique 13/31 de 3 390 mètres

## Installations
- Hangar pour avions à Choi Hung Road (en) utilisé pour stocker des Supermarine Spitfires.[3].

### Bâtiments historiques

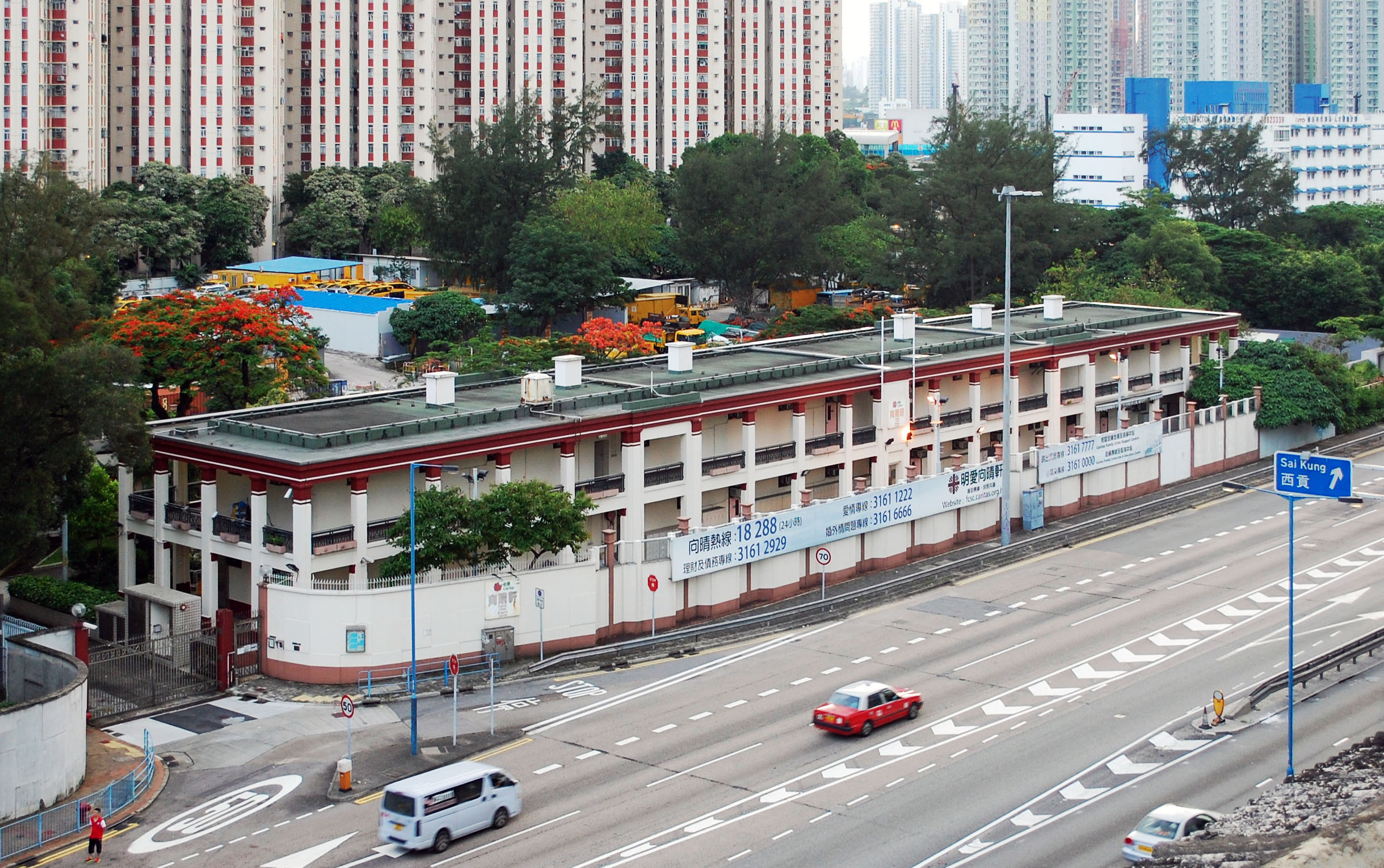
Ancien bâtiment du quartier général, le long de.

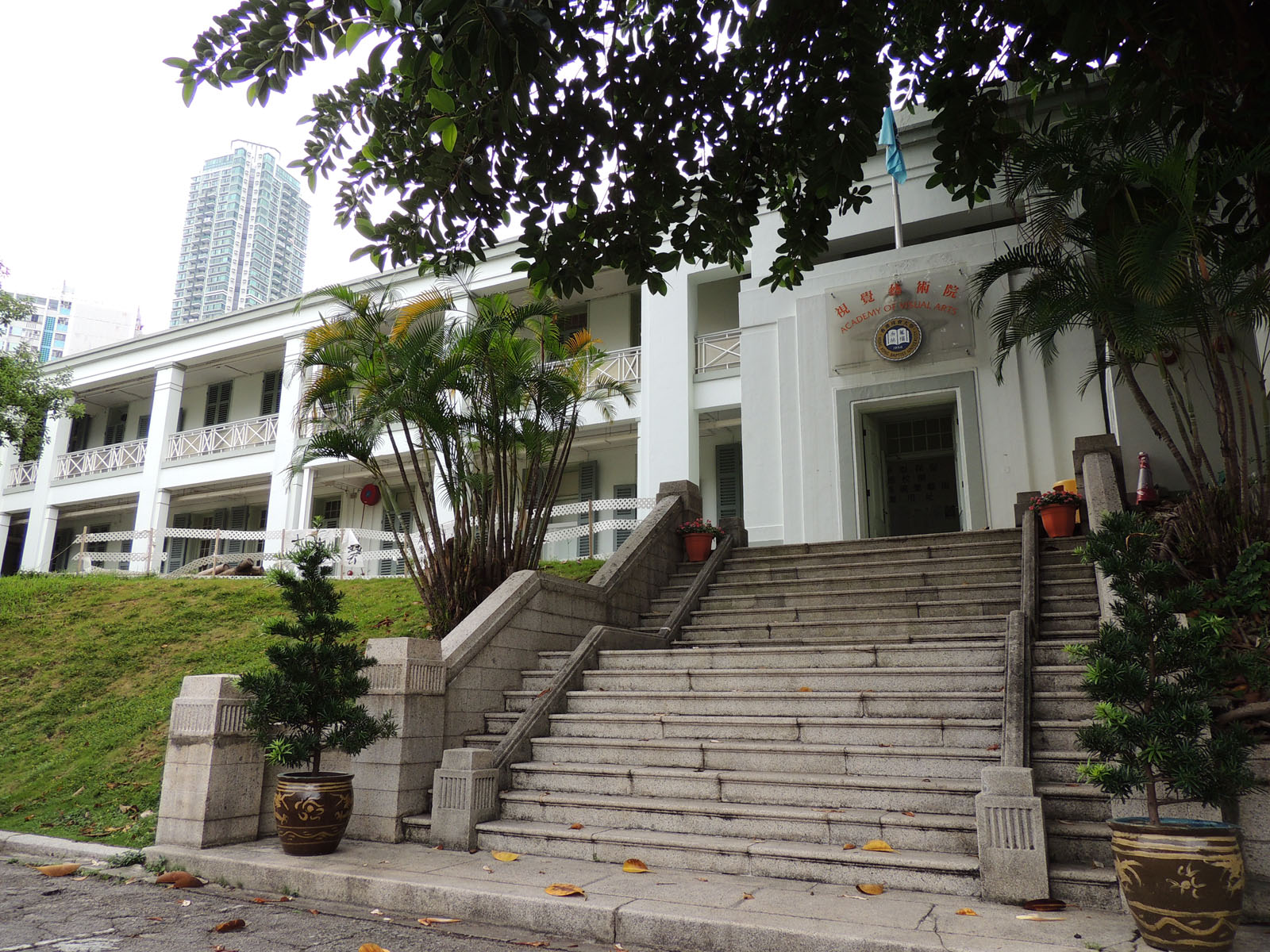
Ancien quartier des officiers.

Plusieurs bâtiments de l'ancienne base subsistent aujourd'hui. Trois d'entre eux, construits en 1934, sont classés bâtiments historiques de rang I : le bâtiment du quartier général, le mess des officiers et un bâtiment annexe.
- L'ancien bâtiment du quartier général est situé au 50 Kwun Tong Road (en). Il accueille le camp de réfugiés vietnamiens (en) de Kai tak (啟德越南難民營) de 1979 à 1981 et est utilisé pour abriter des réfugiés vietnamiens jusqu'en 1997. Il accueille le centre de soutien aux crises familiales de Caritas (en) (明愛向晴軒) depuis 2002[4].
- L'ancien quartier des officiers, qui comprend le mess des officiers de la Royal Air Dorce et un bloc annexe, est situé au 51 Kwun Tong Road. Il est remis au gouvernement de Hong Kong en 1978, transformé en école de formation d'inspecteurs de la police, et reste en service jusqu'en 2001. Il est ensuite rénové et devient le nouveau campus à Kai Tak de l'université baptiste de Hong Kong, accueillant une académie des arts visuels (視覺藝術院)[4],[6]. Les autres structures restantes dans l'enceinte comprennent un ancien bureau de caserne, un court de squash, un abri antiaérien, un local poubelle, une cabane Nissen, un bloc de latrines, un terrain de basket et un incinérateur[4]. La restauration et la réutilisation adaptative du mess des officiers reçoit une mention honorable aux Prix UNESCO du patrimoine Asie-Pacifique en 2009[7].
- Le bloc Gray (克拉克樓), situé au Kwun Tong Road, datant de 1973, est converti en New Horizons Building (新秀大廈) et utilisé par Christian Action.